# Uvarovit
Uvarovit je kalcijev kromov otočni silikat iz granatne skupine s kemijsko formulo Ca3Cr2[SiO4]3. Odkril ga je Hermann Heinrich Hess (rusko: Герман Иванович Гесс) leta 1832 in ga imenoval po ruskem državniku in ljubiteljskem zbiralcu mineralov grofu Sergeju Semjonoviču Uvarovu (1765-1855).
Uvarovit je eden od najredkejših mineralov iz granatne skupine in edini, ki je izključno zelene barve. Mineral ima lepo razvite drobne kristale in je zaradi izjemnega sijaja in barve med zbiralci zelo iskan. 
Pojavlja se v kromovih rudah v Španiji, Rusiji in Quebecu v Kanadi, pa tudi na Finskem, Norveškem in v Južni Afriki.

## Vir
- Mindat